# Roland Ladwig
Roland Ladwig (* 3. Oktober 1935 in Wedel; † 21. September 2014 in Berlin) war ein deutscher Maler.

## Leben

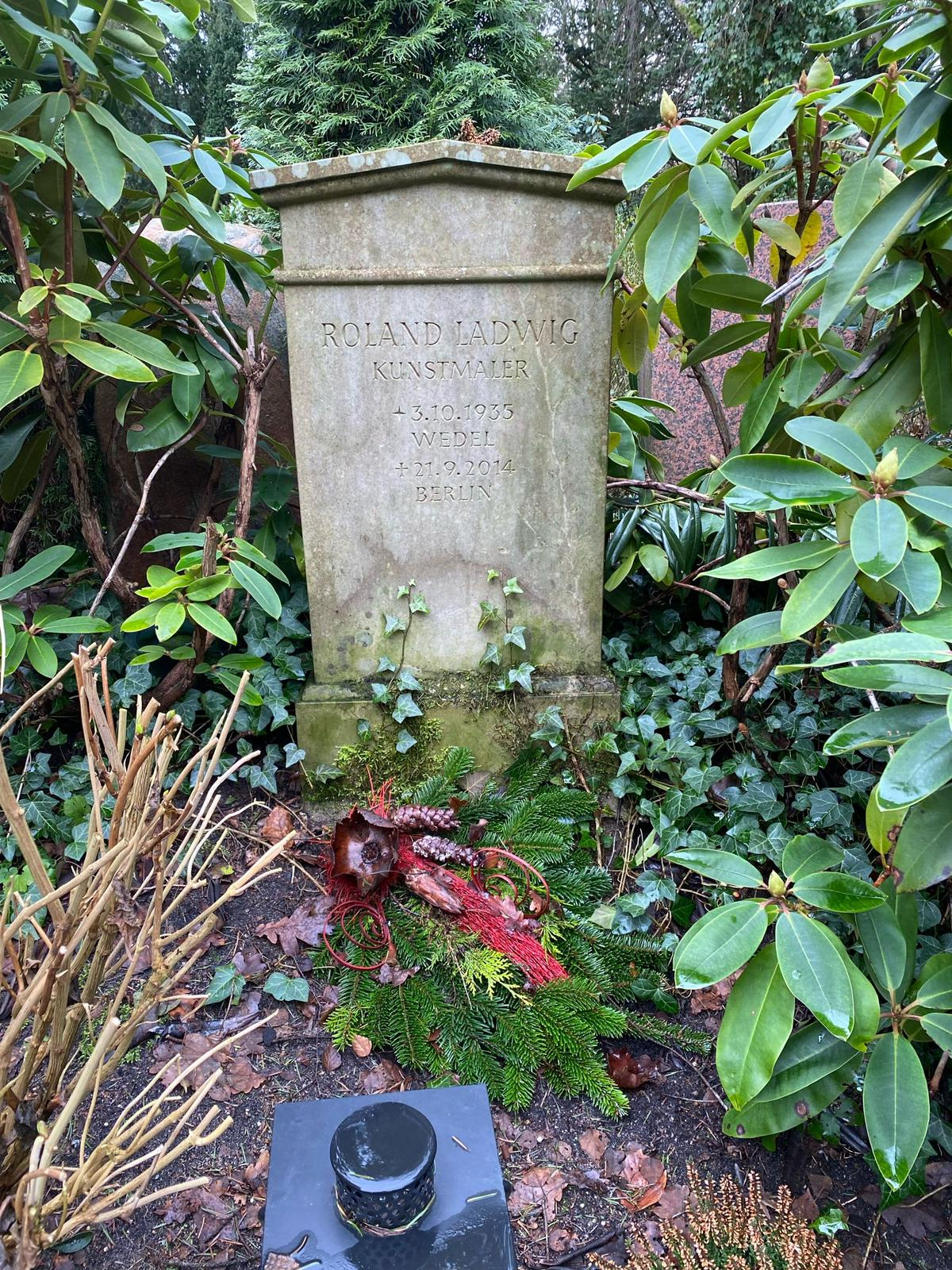
Grabstätte auf dem Friedhof Blankenese

Roland Ladwig war ein Sohn des Bürgermeisters von Wedel Harald Ladwig (1902–1945). Er studierte zwischen 1957 und 1961 an den Hochschulen Hamburg, Stuttgart, München und Berlin, wo er das Staatsexamen erhielt. In seiner Studienzeit, u. a. bei Manfred Henninger in Stuttgart, besuchte er auch die Sommerakademie bei Oskar Kokoschka in Salzburg. Er unternahm Malreisen durch Europa, unter anderem nach Norwegen und Südfrankreich.
Seine Werke wurden in etwa 150 Einzelausstellungen unter anderem in Amsterdam, Berlin und Wien und in Washington, D.C. gezeigt. In Paris fand eine Ausstellung in der Galerie Bernheim-Jeune statt.
Roland Ladwig lebte und arbeitete in Berlin sowie in der Provence und in Italien. Er verstarb zwei Wochen vor Vollendung seines 79. Lebensjahres und wurde auf dem Hamburger Friedhof Blankenese beigesetzt.

## Stil
Während in einigen Frühwerken, in figurativen Arbeiten wie auch in seinen norwegischen Landschaften der 1960er und 70er Jahre, noch formale und inhaltliche Bezüge zu Edvard Munch anklingen, finden die späteren Arbeiten ihren Ausgangspunkt im Spannungsfeld zwischen dem Spätwerk eines Lovis Corinth und den Arbeiten Kokoschkas. Ohne die vielfältigen Ausprägungen zeitgenössischen Kunstschaffens je aus den Augen zu verlieren, sah er für sich nie die Notwendigkeit, sich vorgegebenen tagesaktuellen Trends und Ismen anzupassen und einem doch oft recht fragwürdigen Zeitgeist Tribut zu zollen. Die geistige Heimat seines künstlerischen Anliegens ist der Expressionismus der Klassischen Moderne.

## Publikationen
- Roland Ladwig. Katalog zur Ausstellung in der Galerie Pels-Leusden, Berlin 1981.
- Roland Ladwig. Ausstellungskatalog der Galerie Lehner mit einer Werkauswahl anlässlich einer Einzelausstellung im Oktober–November 2001 in Linz.